# جو ماري بايتون
جو ماري بايتون (بالإنجليزية: Jo Marie Payton)‏ هي ممثلة أمريكية، ولدت في 3 أغسطس 1950 بألباني في الولايات المتحدة.

## أعمال

### مسلسلات
- فاملي ماتتيرس

## وصلات خارجية
- جو ماري بايتون على موقع IMDb (الإنجليزية)
- جو ماري بايتون على موقع ألو سيني (الفرنسية)
- جو ماري بايتون على موقع ميوزك برينز (الإنجليزية)
- جو ماري بايتون على موقع أول موفي (الإنجليزية)
- جو ماري بايتون على موقع إن إن دي بي (الإنجليزية)
- جو ماري بايتون على موقع قاعدة بيانات الفيلم (الإنجليزية)
- جو ماري بايتون على موقع كينوبويسك (الروسية)